# 俄羅斯遠東地區
|  | 1. 阿穆尔州 2. 布里亞特共和國 3. 犹太自治州 4. 外貝加爾邊疆區 5. 堪察加邊疆區 6. 马加丹州 7. 滨海边疆区 8. 萨哈（雅库特）共和国 9. 萨哈林州 10. 哈巴罗夫斯克边疆区 11. 楚科奇自治區 |

俄羅斯遠東地區（俄语：Дальний Восток России，羅馬化：Dalny Vostok Rossii，發音：[ˈdalʲnʲɪj vɐˈstok rɐˈsʲii]），位於俄羅斯東部，為西伯利亞貝加爾湖東部與太平洋之間；其中所屬之島嶼有庫頁島、千島群島、弗蘭格爾島等群島。遠東聯邦管區為該地區之行政區名稱，西臨西伯利亞聯邦管區。

## 地理

### 地緣戰略地位

2010年俄羅斯聯邦主體之人口密度

遠東地區擁有俄羅斯極大的地緣政治與地緣戰略之重要性：
- 該地區擁有兩大洋：太平洋與北極海，與中國、朝鮮接壤，與美國、日本、韓國隔海相望。
- 該地區擁有龐大的天然資源，例如：煤炭儲量和水力資源佔國家的1/3左右。林地覆蓋約為俄羅斯的森林總面積30％。該地區擁有鐵礦、金礦、銀礦（英语：Silver mining）、鉑、銅鐵礦及多金屬礦石儲量。
- 有鑑於迅速發展的亞太同時在經濟與軍事領域上，該地區整體在俄羅斯是有前景的。

逾一亿人居住在中国东北地区，與人口稀少的俄羅斯遠東地區成對比。然而遠東聯邦管區之人口從1991年約九百萬下降至2011年六百萬人，並於2015年該聯邦地區可能會失去五十萬人口。

## 人口

### 當地民族
俄羅斯遠東地區的當地之族群包括（依語言作分類）：
- 突厥語系：薩哈族（雅庫特族）
- 愛斯基摩－阿留申語系：阿留申族、西伯利亞尤皮克族
- 楚科奇－堪察加語系：楚科奇族、科里亞克族、阿留特族、克列克族、伊捷爾緬族
- 通古斯語系：鄂溫克族、鄂溫族、納奈族、奧羅奇族、烏爾奇族、烏德盖族、鄂羅克族
- 汉藏语系：塔兹族
- 單一：朝鮮民族、尤卡吉爾族、尼夫赫族、阿伊努族

### 中國移民到俄羅斯遠東地區問題
大規模移民進入俄羅斯免簽證入境之邊境城市於1992年簽署後啟動。移民大多主要來自中國黑龍江省之邊境地區。其中移民主要年齡為20歲至50歲（截至2002年）左右，移民來自收入低的人最大宗。從事主要行業為工業、建築、農業與一般商業活動。根據一些專家介紹，過多的中國移民將會導致在俄羅斯遠東地區之地緣政治產生嚴重問題。

### 解決問題的方法
為了解決人口問題採取以下之範圍：
- 活化當地之經濟與社會生活。
- 對價格的控制（如電力、旅遊）。
- 鞏固當地老居民與其他措施。
- 作為一種方案來開發遠東有時還提出資金轉移在那裡[7]。

2015年俄罗斯联邦政府推出《俄罗斯远东地区土地免费配发法案》，提出向远东的每个居民或者想来到远东的每个俄罗斯公民免费提供1公顷土地5年的使用权，可用于从事农业、经商、林业和狩猎业，以作为为远东地区吸引移民的新举措。

## 經濟
2009年，該地區的人均生產總值（GDP）為26.8萬盧布，比起俄羅斯為一個整體性高出19％。於2011年，遠東地區有80％的生產總值來自四個行政區：薩哈林州（25.3 ％）、濱海邊疆區（22.4 ％）、雅庫特（19.4 ％）與哈巴羅夫斯克邊疆區（18.2 ％）。據俄羅斯針對該地區GDP於2009年名單中，這些行政區都高於全國平均水準。
2000年，DFO經濟將持續穩定增長甚至沒有被2008至2009年期間的全球經濟危機所打斷。1999至2010年該地區生產總值增加了73％ 。而在2009年該地區的發展已領先於全國平均水準。因此，2009年增加了1.5 ％（俄羅斯下跌7.6 ％），2010年6.8 ％（俄羅斯4.6 ％）。2011年，GRP增長5.4％，較2010年達2.3萬億盧布。工業生產已達俄羅斯1990年的水準，平均為80.7 ％，而在遠東為103 ％。
該地區GRP之產業結構（截至2010年）：
- 農業、林業與漁業 - 6.5％
- 礦業 - 24.7％
- 製造業 - 5.6％
- 天然氣與水力發電 - 4.2％
- 建築業 - 12.2％
- 貿易業 - 10.2％
- 飯店業 - 0.8％
- 交通與通訊業 - 13.4％
- 教育與醫療保健 - 7.7％
- 金融與服務業 - 7.3％
- 公共管理和軍事安全 - 7.4％

以遠東經濟發展之重點，基礎建設與經濟獨立於俄羅斯國家的主要部分基於公私合作夥伴關係有了重大投資項目。投資至2025年，計劃在10萬億盧布（從國家預算及私人投資）之金額。

## 大型定居點
|  |  |

## 交通
該地區的交通網路發展以整體水準是非常低的，事實上只有在南部阿穆爾州、濱海邊疆區和薩哈林州擁有鐵路和公路網路。北部同一地區幾乎是很少或沒有基礎建設，使得難以供貨，並且大大地增加了運輸與生產成本。
在遠東地區是每1000平方公里鋪設5.3公里的道路網。

## 網際網路
2013年統計遠東地區網際網路的涵蓋率達將近70％。

### 引用
1. ↑  . www.vokrugsveta.ru.   [2019-08-17]. （原始内容存档于2019-10-21）.
2. ↑  Lintner, Bertil, , Asia Times Online, 2006-05-27  [2009-01-18], （原始内容存档于2009-03-08）
3. ↑  . Российская газета.   [2019-08-17]. （原始内容存档于2019-08-17） （俄语）.
4. 1 2  . chinapanda.ru.   [2019-08-17]. （原始内容存档于2020-03-23）.
5. ↑  . www.demoscope.ru.   [2019-08-17]. （原始内容存档于2019-09-27）.
6. ↑  .   [2019-08-17]. （原始内容存档于2014-11-05）.
7. ↑  Юрий, Крупнов. . Эхо Москвы.   [2019-08-17]. （原始内容存档于2019-08-17） （俄语）.
8. ↑  . 凤凰网. 2015-07-28  [2018-01-02]. （原始内容存档于2018-01-03）.
9. ↑  . www.gks.ru.   [2019-08-17]. （原始内容存档于2019-08-17）.
10. ↑  . Портал Дальневосточного федерального округа.   [2019-08-17]. （原始内容存档于2016-03-04）.
11. ↑  .   [2014-04-24]. （原始内容存档于2012-06-19）.
12. 1 2  . Interfax-Russia.ru. 2012-03-01  [2019-08-17]. （原始内容存档于2019-06-09） （俄语）.
13. ↑  Объем инвестиции в Дальний Восток в 2011 году составил 1 трлн рублей — полпред. 03.02.12  （页面存档备份，存于） — Интерфакс
14. ↑  .   [2014-04-24]. （原始内容存档于2014-05-20）.
15. ↑  .   [2019-08-17]. （原始内容存档于2016-03-05）.
16. ↑  . Российская газета.   [2019-08-17]. （原始内容存档于2019-08-17）.
17. ↑  .   [2014-04-25]. （原始内容存档于2013-05-01）.

## 外部連結
- 遠東百科全書（页面存档备份，存于）（俄文）